# 大卫·格罗斯曼
达维德·格罗斯曼（希伯來語：‎；1954年1月25日—），以色列小说家、散文家、剧作家、记者，与阿摩斯·奥兹、亚伯拉罕·耶霍舒亚齐名。曾經在以色列广播电台供职，多次参加和平倡议和抗议活动。其作品既充满了对犹太人生存命运的忧思，亦表达了对巴勒斯坦人的同情。

## 生平
格罗斯曼1954年生于耶路撒冷，父亲是来自波兰的犹太移民，母亲则是在以色列出生。8岁时阅读了犹太作家肖洛姆·阿莱汉姆的《莫吐尔历险记》，这是一本描写犹太人小社区的故事书。9岁时参加了以色列广播电台举办的竞赛，成为少年记者。他得以接触以色列的众多名人，包括当时最出名的诗人亚伯拉罕·什隆斯基，还参加了一些文学经典改编的广播剧的演出，得以了解到契诃夫、托马斯·曼等作家。整个高中阶段他都在电台做兼职。15岁起他学习了阿拉伯语，以及古兰经、穆斯林历史和阿拉伯国家的政局。
1971至1975年，格罗斯曼在军队服役，负责情报工作，但未上前线。在部队里他有专门的笔记本，常常写些短篇故事，有时也会写些色情的内容。之后在耶路撒冷希伯来大学读哲学和戏剧。1982年又到黎巴嫩东部阵地作为预备役军人服役。之后长期任职于以色列广播电台，直到1988年因为不满报道限制而被解雇。他的妻子是米海尔，有3个孩子，其中两个都上了战场。2006年，格罗斯曼参与一次停火呼吁后不久，其20岁的次子乌利遭黎巴嫩真主党的反坦克导弹击中身亡。
格罗斯曼抱有强烈的和平主义理念，在政治上属于左翼，支持在国内仅有极少数支持者的梅雷兹党。

## 创作
格罗斯曼的作品注重技巧的创新，关注以色列的现实问题。第一部小说《羔羊的微笑》叙述了发生在同一天的故事，主要由四个人的内心独白组成。该书描写了三角恋、医生与病人的暧昧、微妙的父女关系，是希伯来文学史上第一部以巴勒斯坦阿拉伯人做主人公的小说，探讨了敏感的约旦河西岸地区问题。但以巴冲突只是该书的背景，人物性格的冲突才是着重表现的内容。视觉、听觉、味觉意象在格罗斯曼笔下得到了融合。《证之于：爱》是一部关于犹太人大屠杀的作品，标题的意思是参阅字典中“爱”的词条，是一种文字游戏。开头是半现实的写法，情节的展开借助了神话模式和象征隐喻，以解构的方式做了结尾。书中多条线索高度交叉，带有魔幻现实主义色彩。《内在语法书》的主角本是孩子王，可由于生理缺陷无法在青春期发育，母亲只好在心理上对他进行引导，让他的意识在纯真与猥亵之间徘徊。该书深入挖掘人的心灵，使作品上升到人类生存悲剧的高度。《Z字形的孩子》写一个畸形儿童的冒险，他最终认识到去海法看叔叔只是父亲策划的游戏，决定自己掌握自己的命运。
格罗斯曼笔下的现实，并不是永恒而真实的，而是灵活而飘忽的。虽然创作风格上属后现代主义，但却有着19世纪的道德观。他曾说：“我写作时，就好像在写最后的词句。此话听起来虚无，实则意义相反：我保证让每一刻都更有意义。”他常常关注一些重大话题，有政治作家之称。

## 著作
达维德·格罗斯曼主要作品有小说《羔羊的微笑》（1983）、《证之于：爱》（1986）、《内在语法书》（1991）、《Z字形的孩子》（1994）、《一起奔跑的人》（2000）、《她的身体明白》（2003）、《到大地尽头》（2008），纪实随笔作品《黄风》（1987）、《在火线上沉睡》（1992）、《死亡作为生活的一种方式》（2003）、《狮子蜜》（2005）、《在黑暗中写作》（2008）等。其作品已被译成25种语言。